# Bauhaus in njegova območja v Weimarju, Dessauu in Bernauu
Bauhaus in njegova območja v Weimarju, Dessauu in Bernauu so Unescova svetovna dediščina v Nemčiji, ki obsega šest ločenih območij, ki so povezana z umetniško šolo Bauhaus. Vpisana je bila leta 1996 s štirimi začetnimi lokacijami, leta 2017 pa sta bili dodani še dve lokaciji.
Bauhaus je deloval le od leta 1919 do 1933 in je izobraževal največ 1250 študentov, od katerih jih je le 155 dejansko diplomiralo z diplomo Bauhaus. Kljub temu je šola revolucionirala arhitekturno in estetsko mišljenje in prakso 20. stoletja.
»[Stavbe], ki so jih zasnovali mojstri Bauhausa, so temeljni predstavniki klasičnega modernizma ... Zaradi tega so pomembni spomeniki ne le za umetnost in kulturo, temveč tudi za zgodovinske ideje 20. stoletja.« – Vloga za razširitev Unescove svetovne dediščine Bauhaus in njegovih območij v Weimarju in Dessauu, nemška delegacija pri Unescu, december 2015.

## Weimar

### Bauhaus kampus, Weimar
Bauhaus je leta 1919 v Weimarju ustanovil Walter Gropius in tam ostal do leta 1925, ko se je zaradi političnega pritiska preselil v Dessau. Nastanjen je bil v dveh sosednjih stavbah, ki sta bili prej dve ločeni umetniški šoli, obe pa je oblikoval Henry van de Velde v slogu Art nouveau. To so:
- Stavba Van de Velde, zgrajena 1905–06, za takratno saško šolo za umetnost in obrt Velikega vojvodstva, poklicno umetniško šolo.[5]
- Glavna stavba, zgrajena 1904–11, za Großherzoglich Sächsische Hochschule für Bildende Kunst (Saška šola za likovno umetnost Velikega vojvodstva).[6]

Stavba Van de Velde ima rekonstruirane poslikave Oskarja Schlemmerja, prvotno ustvarjene za razstavo Bauhaus leta 1923, znana pa je po nekonvencionalni osvetlitvi osrednjega stopnišča.
Glavno stavbo je leta 1999 obnovil nemški arhitekt Thomas van den Valentyn. Ima vijugasto, eliptično glavno stopnišče v slogu Art nouveau. Nekdanja pisarna Walterja Gropiusa je bila prenovljena z rekonstruiranim pohištvom, opremo in preprogami.
Po zaprtju Bauhausa v Weimarju so stavbe uporabljale številne naslednice izobraževalnih ustanov, povezanih z umetnostjo. Danes, po različnih združitvah, prestrukturiranjih in preimenovanjih, današnja Bauhaus-Universität Weimar, ustanovljena leta 1996, deluje na nekdanjem mestu Bauhausa in poučuje predmete, povezane z umetnostjo, oblikovanjem in tehnologijo.
Mesto je bilo leta 1996 vpisano na seznam svetovne dediščine. Stavbe delujejo kot učni objekt, vendar oglede zunanjosti in notranjosti mesta ponuja Univerza Bauhaus Weimar.

### Haus am Horn
Haus am Horn je domača hiša iz betona in jekla, zgrajena za prvo razstavo del Bauhausa leta 1923. Stavba je temeljila na načrtih Georga Mucheja, slikarja in učitelja na šoli. Bila je prva stavba, ki je v celoti temeljila na načelih oblikovanja Bauhausa in je predstavljala revolucionarni prototip za sodobno življenje.
V skladu s filozofijo Bauhausa o učenju s praktičnimi izkušnjami je bilo pri projektu vključenih več zaposlenih in študentov, vključno z Marcelom Breuerjem, ki je bil takrat študent, Almo Siedhoff-Buscher in László Moholy-Nagy. Vsak kos pohištva, vključno z razsvetljavo, je bil izdelan v delavnicah Bauhaus.
Leta 1996 je bila vključena na seznam svetovne dediščine. Od avgusta 2017 je stavba v lasti Klassik Stiftung Weimar. V letih 2018–19 je bila hiša zaradi večje obnove zaprta za javnost. Ponovno je bil odprt 18. maja 2019.

## Dessau

### Stavba Bauhaus Dessau
Bauhaus Dessau je ena od ikoničnih stavb 20. stoletja. Zasnoval ga je Walter Gropius in je bila uradno odprta 4. decembra 1926, za gradnjo pa so porabili nekaj več kot eno leto. Velja za »zgrajeni manifest« idej Bauhausa, v katerem se funkcionalnost in estetika oblikovanja združita v eno celoto.
Gradnjo je naročilo mesto Dessau, ki je financiralo projekt in zagotovilo gradbeno zemljišče. Načrte je izdelal Gropiusov arhitekturni biro, saj Bauhaus do leta 1927 ni imel lastnega arhitekturnega oddelka, ampak so notranjo opremo izdelovali v Bauhausovih delavnicah.
Gropius je moral v stavbo vključiti dve šoli; šolo za oblikovanje Bauhaus in občinsko poklicno šolo. Stavba je sestavljena iz več medsebojno povezanih traktov, ki so postavljeni asimetrično. To so: trinadstropni delavniški trakt; trinadstropna strokovna šola; upravni trakt v dveh nadstropjih; avditorij, oder in kavarna ter petnadstropno študentsko krilo. Za fasado je značilna uporaba nenosilnih steklenih zaves, ki so nadaljnji razvoj tiste, ki je bila uporabljena v tovarni Fagus, zgrajeni 1911–1913, ki sta jo zasnovala Gropius in Adolf Meyer. Konstrukcijske značilnosti, kot so stebri in nosilni nosilci, so vidni v notranjosti stavbe.
Petnadstropen študetski trakt »Prellerhaus« z 28 garsonjerami po 20 m² je bil namenjen bivanju študentov in magistrov. Kopalnica in kuhinja sta bili skupni, obstajala pa je tudi skupna strešna terasa. Šestnajst sob je imelo majhne balkone, katerih pravilna simetrija je značilna za to krilo stavbe. Ženske so živele v prvem nadstropju, »ženskem nadstropju«, kjer so stanovale Gertrud Arndt, Marianne Brandt, Gunta Stölzl in Anni Albers. Skupaj je bilo 140 študentov, tako da si jih je večina morala poiskati namestitev v ožjem mestnem predelu Dessaua. Leta 1930 je Ludwig Mies van der Rohe, takratni direktor Bauhausa, nekaj sob preuredil v učilnice. Stavba je bila leta 2006 prenovljena in ji je vrnjena prvotna zasnova. Garsonjere so zdaj oddane kot turistična namestitev.
Zaradi političnega pritiska se je Bauhaus Dessau leta 1932 zaprl in Mies van der Rohe je ustanovil zasebno financiran Bauhaus v Berlinu, čeprav se je tudi ta zaprl po manj kot enem letu. Stavba Bauhaus v Dessauu je bila uporabljena kot šola za poučevanje žensk kuhanja in šivanja, tik pred začetkom druge svetovne vojne leta 1939 pa je postala šola za usposabljanje častnikov nacistične stranke. Leta 1941 je bil v njej tiskovni oddelek proizvajalca letal Junkers. Leta 1945 je bila šola poškodovana v letalskem napadu. Po vojni so jo delno popravili, da bi jo lahko uporabili kot izobraževalno ustanovo, vendar brez upoštevanja celovitosti stavbe. Šele leta 1972 je vlada Vzhodne Nemčije stavbo uvrstila med zgodovinske spomenike. Doživela je obnovo, ki jo je vodil Konrad Püschel, arhitekt, ki se je šolal na Bauhausu. Obnovljene so bile steklene zavese, avditorij, oder in kavarna. 2. decembra 1976, 50 let po prvem odprtju, je bila stavba uradno ponovno odprta za uporabo kot znanstveni in kulturni center, ki je vključeval zbirko predmetov iz Bauhausa. Osemnajst nekdanjih študentov Bauhausa se je udeležilo slovesnosti.
Fundacija Bauhaus Dessau je bila ustanovljena leta 1994 za raziskovanje in ohranjanje dediščine Bauhausa. Stavba je bila leta 1996 vpisana kot del svetovne dediščine, nato pa je bila izvedena obsežna prenova. Ta je bila dokončana leta 2006.
Danes severno krilo kompleksa, kjer je bila poklicna šola, uporablja Univerza uporabnih znanosti Anhalt, katere kampus Dessau je poleg Bauhausa. Fundacija Bauhaus Dessau uporablja preostali del stavbe za svojo upravo; muzej, trgovina in obnovljena kavarna; oddajanje nekdanjih študentskih sob v turistične namestitve; in najem drugih območij stavbe, kot je avditorij, za seminarje in konvencije.

### Meisterhäuser
Meisterhäuser (Hiše mojstrov) so skupina sedmih kubičnih modernističnih hiš z ravno streho, približno 600 metrov od stavbe Bauhaus Dessau, ki jih je za vodilno osebje Bauhausa zasnoval Walter Gropius. Zgrajene so bile v letih 1925–26 po naročilu mesta Dessau. Sestavljene so iz treh parov dvojčkov in samostojne hiše na koncu niza za Gropiusa, ravnatelja šole. Hiše so bile zgrajene v manjšem borovem gozdičku, z namenom spoštovati značaj krajine. Hiše so bile prostorne; samostojna direktorska hiša je bila velika 350 m², ostale pa nad 250 m². Imeli so terase in ateljeje, saj se je od umetnikov učiteljev pričakovalo delo od doma in v šolskih prostorih. V vsakem dvojčku imata hiši enako razporeditev, le da sta druga proti drugi obrnjeni pod kotom 90 stopinj, tako da z ulice ne izgledata simetrično.
Skupaj z njihovimi družinami so bili prvotni prebivalci: Lyonel Feininger in László Moholy-Nagy, ki sta živela poleg Gropiusa (čeprav Feininger ni nikoli poučeval na Bauhausu v Dessauu); Oskar Schlemmer in Georg Muche sta živela v naslednjih parih hišah; V zadnjem paru sta živela Vasilij Kandinski in Paul Klee. Gropius in Maholy-Nagy sta svoje hiše v celoti opremila s pohištvom, ki ga je oblikoval Marcel Breuer. Poznejši prebivalci so bili Hannes Meyer, Ludwig Mies van der Rohe, Josef in Anni Albers, Hinnerk Scheper ter Alfred in Gertrud Arndt.
Od leta 1932, ko se je Bauhaus v Dessau zaprl, so bile hiše oddane drugim najemnikom. Leta 1945, proti koncu druge svetovne vojne, sta bila v zračnem napadu uničena direktorjeva hiša in eno krilo sosednje hiše, v kateri je živel Maholy-Nagy. Leta 1948 je bila na mestu direktorjeve hiše zgrajena standardna predmestna hiša. V drugih hišah so živeli, vendar so bile predelane in so precej propadle.
Meisterhäuser so obnovili leta 1992 in leta 1996 dodali na seznam svetovne dediščine. Hiša, zgrajena na mestu direktorjeve hiše, je bila podrta leta 2011. Leta 2014, da bi obnovili prvotni ritem in obliko celotnega ansambla Meisterhäuser, so bile strukture, ki predstavljajo obliko nekdanje direktorjeve hiše in hiše Maholy-Nagy zgrajene na mestih uničenih zgradb. Zasnoval jih je arhitekturni biro Bruno Fioretti Marquez, notranjo ureditev pa umetnik Olaf Nicolai. Notranjost teh struktur se uporablja kot razstavni prostori z informacijami o zgodovini mesta. Te in druge hiše, ki so odprte za javnost, upravlja fundacija Bauhaus Dessau. Hiša Feininger je osnova Centra Kurta Weilla, ki promovira delo skladatelja Kurta Weilla, ki je prišel iz Dessaua.
Leta 1932 je bil kiosk Trinkhalle, okrepčevalnica, ki jo je zasnoval Mies van der Rohe, zgrajen na vogalu direktorjeve hiše in vključen v dvometrski zid, ki obdaja posest. Preživel je vojno, vendar je bil leta 1962 porušen. Leta 2014 sta bila stena in kiosk obnovljena, od leta 2016 pa je nadaljeval svojo nekdanjo funkcijo s prodajo pijač in prigrizkov javnosti.
Od leta 2016 do 2019 so bile hiše Kandinski/Klee zaprte zaradi velike obnove, ki jo je izvedla fundacija Wüstenrot, da bi popolnoma obnovila notranjost hiš, s posebnim poudarkom na poustvaritvi izvirnih barvnih shem. Ponovno so jih odprli 17. aprila 2019. Obnova je stala približno 1,5 milijona evrov in je vključevala podrobno znanstveno analizo sledi originalnih barv. Rekonstruiranih je bilo več kot 100 barv.

### Laubenganghäuser
Laubenganghäuser (»Hiše z dostopom do balkona«) je pet blokov stanovanjskih stavb, ki nudijo skupno 90 stanovanj v južnem Dessauu in so bile zgrajene leta 1930. Zasnoval jih je Hannes Meyer, ki je bil takrat direktor Bauhausa.
Zgrajena so bila kot socialna stanovanja, pri čemer je bilo v vsakem 47 m² stanovanju predvideno, da bo gostila družino do štirih ljudi, po Meyerjevem motu Volksbedarf statt Luxusbedarf (»Potrebe ljudi namesto luksuzne potrošnje«).
Ključni del zasnove je bila varčna uporaba vseh materialov, da bi prihranili stroške in oblikovali notranjost tako, da bi čim bolj učinkovito izkoristili majhen prostor. Tudi kljuke na vratih so bile zasnovane tako, da so uporabile minimalno količino kovine. Balkoni niso bili namenjeni le zagotavljanju ekonomičnega in prostorsko varčnega dostopa do stanovanj, ampak tudi olajšanju socialne interakcije med stanovalci. Vsa stanovanja so imela centralno ogrevanje in kopalnice s teraco tlemi in emajliranimi kadmi ter so veljala za dobro opremljena za socialna stanovanja tistega časa.
Stanovanja so bila zgrajena za Dessauer Spar- und Baugenossenschaft, stanovanjsko zadrugo. Dela je naročila v začetku leta 1930 in avgusta istega leta je bilo vseh pet stavb že dokončanih. Stroški gradnje so bili 8000 RM na stanovanje. Čeprav je zadruga želela, da so stanovanja poceni, je želela tudi, da so dobro opremljena in primerno udobna. Najemnino je bilo treba nadzorovati tako, da ni znašala več kot četrtino dohodka stanovalca.
Vseh pet stanovanjskih blokov še obstaja in se še vedno uporabljajo kot socialna stanovanja. Sredi 1990-ih so bili obnovljeni po zgodovinskih varstvenih kriterijih. Danes so v lasti in upravljanju stanovanjske zadruge Wohnungsgenossenschaft Dessau eG. Eno stanovanje je obnovljeno v prvotni obliki in je odprto za javnost.
Laubenganghäuser je bil julija 2017 vpisan kot del svetovne dediščine.

## Bernau
Sindikalna šola ADGB v Bernau bei Berlin je kampus centra za usposabljanje, zgrajen v letih 1928–1930. Oblikovala sta ga Hannes Meyer in Hans Wittwer v sodelovanju s študenti Bauhausa. Zgrajena je bila za nekdanjo zvezo nemških sindikatov in je vključevala seminarske sobe, jedilnico, bivalne prostore za pripravnike in učitelje, športne objekte in knjižnico.
Je učbeniški primer funkcionalistične arhitekture Bauhaus, tako v končnem izdelku kot v uporabljenem analitičnem in sodelovalnem pristopu za razvoj zasnove in dokončanje projekta. Poleg stavbe Bauhaus Dessau je bil to drugi največji projekt, ki se ga je kadarkoli lotil Bauhaus.
Zasnovan je bil v harmoniji z gozdnatim, nagnjenim mestom, ki ga zaseda. Arhitekturni zgodovinar Winfried Nerdinger jo je opisal kot »mojstrovino poetičnega funkcionalizma«.
Šola je bila odprta 4. maja 1930. Sprejela je lahko 120 tečajnikov. 
Kompleks se je uporabljal na različne načine, med drugim je bil Šola za vodstvo Reicha, kjer so se od leta 1933 do konca druge svetovne vojne usposabljali elitni pripadniki Gestapa in SS. Obnovljena je bila med letoma 2005 in 2007, od takrat pa jo kot izobraževalni center uporablja Handwerkskammer Berlin (Berlinska obrtna zbornica). Leta 2008 so arhitekti Brenne Gesellschaft von Architekten prejeli nagrado World Monuments Fund / Knoll Modernism za obnovo.
ADGB Trade Union School je bila julija 2017 vpisana kot del svetovne dediščine. Kompleks ni odprt za širšo javnost, vendar Stiftung Baudenkmal Bundeschule Bernau organizira vodene oglede šole v nemščini.